# Heilig Hartbeeld (Neerkant)
Het Heilig Hartbeeld is een standbeeld in de Nederlandse plaats Neerkant in de provincie Noord-Brabant.

## Achtergrond
Op 29 juni 1890, de feestdag van Petrus en Paulus, kreeg de Neerkantse bevolking toestemming voor het oprichten van een zelfstandige parochie. In 1891 kon de Willibrorduskerk in gebruik worden genomen. Op 29 juni 1924 werd een tegenover de kerk een koperen Heilig Hartbeeld geïntroniseerd, een geschenk van de parochianen. Het monument was ontworpen door de beeldhouwers Karel Lücker en Gerard Theelen en geplaatst op de hoek van de Dorpsstraat en de Sint-Vincentiusstraat. 
Tijdens de Tweede Wereldoorlog werd een groot deel van het dorp, waaronder de kerk en het beeld, zwaar beschadigd. Het beeld werd gerestaureerd door de Roermondse firma Jos Claessens & Zn. Op 25 november 1973 werd het op de nieuwe locatie, nabij de entree van de begraafplaats, opnieuw ingezegend.

## Beschrijving
Het beeld toont een staande Christusfiguur, in gedrapeerd gewaad. Hij is uitgevoerd als bemiddelaar: hij wijst met zijn linkerhand naar de hemel en met zijn rechterhand naar de aarde. Op zijn borst draagt hij het Heilig Hart, omwonden met een doornenkroon en bekroond met een klein kruis. Het hart wordt omgeven door een stralenkrans. 
Het beeld stond oorspronkelijk op een granieten sokkel en had aan weerszijden gebeeldhouwde, zandstenen vazen staan. Op de nieuwe locatie staat het op een betonnen sokkel, met aan weerszijden een laag, gemetseld muurtje en aan de voorzijde een verhoogde border met getrapte rand.

## Zie ook

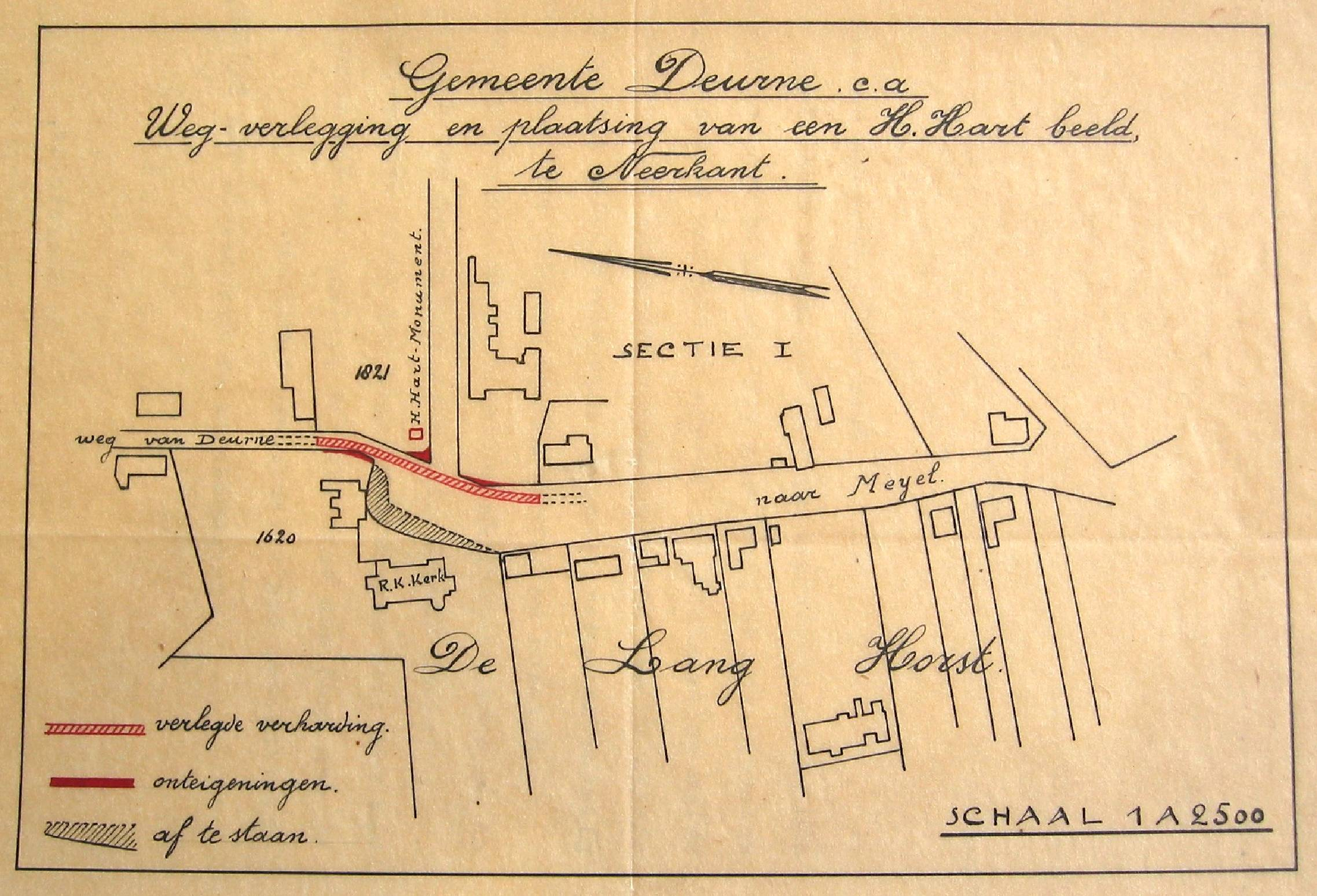
Beoogde wegverlegging voor plaatsing in 1923